# Hrabstwo Tazewell (Illinois)
Hrabstwo Tazewell – hrabstwo w USA w stanie Illinois. Według spisu z 2000 liczba ludności wynosiła 128 485.  Stolicą hrabstwa jest Pekin.

## Geografia
Według spisu hrabstwo Woodford zajmuje powierzchnię 1704 km², z czego 1681 km² stanowią lądy a 21 km² stanowią wody.

### Miasta
- Heritage Lake (CDP)
- Delavan
- East Peoria
- Marquette Heights
- Pekin
- Washington

### Wioski
- Armington
- Creve Coeur
- Deer Creek
- Goodfield
- Green Valley
- Hopedale
- Mackinaw
- Minier
- Morton
- North Pekin
- South Pekin
- Tremont

### Sąsiednie hrabstwa
- Hrabstwo Woodford - północ
- Hrabstwo McLean - wschód
- Hrabstwo Logan - południe
- Hrabstwo Mason - południowy zachód

Stan Illinois na mapie USA

- Hrabstwo Fulton - zachód
- Hrabstwo Peoria - północny zachód

## Demografia
Według spisu z 2000, hrabstwo zamieszkuje 128 485 osób, które tworzą 50 327 gospodarstw domowych, oraz 35 883 rodzin. Gęstość zaludnienia wynosi 76/km². Na terenie hrabstwa jest 52 973 budynków mieszkalnych, których częstość występowania wynosi 32/km². Hrabstwo zamieszkuje 98,40% ludności białej, 0,88% czarnej, 0,25% rdzennych mieszkańców Ameryki, 0,52% Azjatów, 0,01% mieszkańców Pacyfiku, 0,27% innej rasy, and 0,68% ludności wywodzącej się z dwóch lub więcej ras. 1,04% ludności to Hiszpanie, Latynosi lub inni.
W hrabstwie znajduje się 50 327 gospodarstw domowych, których 31,80% stanowią dzieci poniżej 18 roku życia mieszkający z rodzicami, 59,50% małżeństwa mieszkające razem, 8,70% stanowią samotne matki a 28,70% osoby nieposiadające rodziny. 24,80% wszystkich gospodarstw domowych składa się z 1 osoby a 10,70% żyje samotnie i ma powyżej 65 roku życia. Średnia wielkość gospodarstwa domowego wynosi 2,49 osoby, a rodziny wynosi 2,96 osoby.
Przedział wiekowy populacji hrabstwa kształtuje się w sposób następujący: 24,40% osoby poniżej 18 roku życia, 8,10% osoby pomiędzy 18 a 24 rokiem życia, 28,60% osoby pomiędzy 25 a 44 rokiem życia, 24,00% osoby pomiędzy 45 a 64 rokiem życia, oraz 14,90% osoby powyżej 65 roku życia. Średnia wieku to 38 lat. Na 100 kobiet przypada 96,80 mężczyzn, a na każde 100 kobiet poniżej 18 roku życia przypada 94,10 mężczyzn.
Średni dochód dla gospodarstwa domowego to 42 250 USD, a na rodzinę 53 412 USD. Mężczyźni osiągają średni dochód w wysokości 41 148 dolarów a kobiety 24 781 dolarów. Średni dochód na osobę w hrabstwie wynosi 21 511 dolarów. Około 4,40% rodzin i 6,30% ludności żyje z minimum socjalnego, z tego 7,40% poniżej 18 roku życia oraz 5,l20% powyżej 65 roku życia.